# Okres Čadca
Okres Čadca je jedním z okresů Slovenska. Leží v Žilinském kraji, v jeho severní části. Na severu hraničí s Českou republikou a Polskem, na jihu s okresy Bytča, Žilina, Kysucké Nové Mesto, Dolný Kubín a Námestovo. Okres spadá do historického regionu Kysuce.